# Charles Démia
Charles Démia (Bourg-en-Bresse, 3 de octubre de 1637 - Lyon, 23 de octubre de 1689) fue un sacerdote y pedagogo francés, renovador de la enseñanza gratuita en la Francia del Antiguo régimen y fundador de las Hermanas de San Carlos de Lyon, congregación católica femenina dedicada a la educación. Se le considera precursor de otros pedagogos de la época, como san Juan Bautista de La Salle, san Luis Grignon de Monfort, san Marcelino Champagnat y los beatos Nicolás Roland y Nicolás Barré, entre otros.

## Infancia y juventud
Démia nace en una familia acomodada, de padre farmacéutico y secretario de la nobleza local. En 1645 queda huérfano de padre y al año siguiente de madre, por lo que pasa el resto de su infancia junta a su tía Josèphine, una mujer muy piadosa que le encamina hacia la vocación sacerdotal.
Desde 1647 inicia sus estudios de humanidades en el colegio de los jesuitas de Lyon. Posteriormente, a partir de 1652, se forma en derecho civil y canónico, con vistas a dedicarse a la magistratura.
Tras rechazar una oferta de matrimonio, el 31 de marzo de 1654 recibe la tonsura, rito obligado para cualquiera que iniciase la carrera eclesiástica. Tras el fallecimiento de si tía, cinco años después, ingresa en el seminario des Bons Enfants de París. Un año después, en 1659, continúa su formación en el seminario de Saint Nicholas-du-Chardonnet, para trasladarse finalmente al famoso Seminario de San Sulpicio, fundado por Jean-Jacques Olier como instrumento renovación del clero francés.
Finalmente, el 19 de mayo de 1663 recibe el sacramento del orden sacerdotal en París. Después de un retiro en el Monte Saint-Michel, celebra su primera misa el 17 de julio del mismo año.

## Misionero y educador
Démia decide volver a su tierra natal, Lyon y se dedica a predicar en las misiones populares, donde toma contacto con la precaria situación de los maestros de las llamadas escuelas de caridad, establecimientos fundados habitualmente en torno a una parroquia mediante una renta donada por alguna mujer rica y dedicadas a la educación de los hijos de los artesanos y obreros. Los profesores designados para estas escuelas, a los que no se exigía ninguna formación específica, adolecían de las cualidades necesarias para la educación de los niños y no disponían de ningún apoyo por parte de la administración del municipio. Establece contacto con algunas otras figuras influyentes interesadas en la educación y centra sus esfuerzos en la formación de los propios maestros. Para él la educación es:

"Para corregir tantos desórdenes como existen y reformar cristianamente las villas y las provincias, no hay otro medio que establecer escuelas para instrucción de los niños pobres. En ellas, con el temor de Dios y las buenas costumbres, se les enseñara a escribir, leer, calcular, por medio de buenos maestros que les enseñarán estas cosas y les prepararán fácilmente para el trabajo en la mayor parte de los oficios y artes."

### Los avisos
En 1666, Charles Démia es designado inspector de las escuelas de caridad de la diócesis y escribe su obra más emblemática: Avisos sobre la necesidad de las escuelas cristianas para la instrucción religiosa de los pobres, en la que escribirá:

"Las escuelas son como semilleros, en donde las plantas tiernas serán preparadas cuidadosamente para todos los empleos. Las semillas que los pastores depositarán en estos campos acogedores serán cultivadas por buenos maestros y producirán verdaderos tesoros para el bien público, pues quedarán bien dispuestos para la artes, ciencias y virtudes."

El objetivo de los Avisos es concienciar a las clases pudientes de Lyon de la necesidad de establecer una red de escuelas gratuitas y de inspiración cristianas para los niños y niñas de las clases más pobres, pues a los colegios existentes solo podían acudir los jóvenes procedentes de la nobleza o la burguesía.

## Organización
Con el fin de organizar correctamente la educación popular, abre cinco escuelas para pobres antes del 27 de mayo de 1672, fecha de inauguración del Seminario San Carlos de maestros, dedicado a la formación de los maestros y precursor de las escuelas normales que tomarán forma unos años más tarde. El 2 de diciembre del mismo año, tras el éxito inicial del seminario, el consistorio de Lyon le nombra "Director general de las escuelas".
Dedicado en cuerpo y alma al establecimiento de las escuelas de caridad, escribe el 7 de mayo de 1674 los Reglèments pour les ècoles du la Ville et diocèses du Lyon (Reglamento para las escuelas de la villa y diócesis de Lyon), en la que establece una estructura de escuelas y formación de maestros en torno al seminario de san Carlos. 

### Escuelas para las niñas
En sus Avisos, Dèmia afirma:

"Si la buena instrucción es importante para los muchachos, no lo es menos para la chicas. Este sexo necesita más todavía ser sostenido con la virtud, pues su debilidad es enorme, y de su comienzos depende su dicha."

Más allá de la visión acerca de la mujer de la época, Dèmia acierta al describir a las niñas de clase pobre como el estamento más débil de la sociedad estratificada de la época y en cómo la educación puede resultar un revulsivo eficaz contra su situación. A este fin establece a partir de 1676 varias escuelas propias para niñas, atendidas por maestras, alrededor de las parroquias de St. Nizier y San Pablo. Cuatro años después, su obra será refrendada con la obtención de las letras patentes reales, documento que establecía la legalidad y utilidad de cualquier sociedad civil o religiosa de la época, extensibles a los llamados Maestros y maestras de San Carlos, sociedad religiosa de la que finalmente sobreviviría la rama femenina, las Hermanas de San Carlos.

## Fundador
A la vista de los éxitos obtenidos por sus escuelas, Charles Dèmia divide a sus maestros entre la Cofradía del Niño Jesús, para los hombres y las Hermanas de San Carlos, que serán fundadas oficialmente el 27 de mayo de 1687 tras un retiro. Como primera superiora, Dèmia demandará al padre Nicolás Barré, mínimo de Ruan y también fundador de escuelas, el envío de alguna de las religiosas que acaba de fundar. Barré envía a la hermana Marie-Ursule d'Orlé, que se convierte en la primera superiora de las Hermanas de San Carlos.
Dos años después, agotado tras la obra de su vida, falleció en Lyon, el 23 de octubre de 1689.

## Influencia pedagógica
Charles Dèmia es recordado como uno de los primeros intelectuales que dedicaron sus esfuerzos a la educación de las clases populares, necesidad que él veía íntimamente unida a la formación religiosa. Sus escritos, especialmente los Avisos, son una llamada de atención a las autoridades y poderosos de Lyon hacia la realidad de la educación de los niños pobres y la necesidad de establecer escuelas gratuitas y públicas:

"Es tan importante el establecimiento de las escuelas y de los maestros para la buena marcha de los Estados, que nada debe ser vigilado con tanto esmero por los magistrados como esto. De ello depende la dicha y tranquilidad públicas, que no pueden subsistir, a menos que los particulares se entreguen a cumplir con sus deberes para con Dios, para con la Patria y para con la Familia.
Ello no es posible si los jóvenes no son instruidos oportunamente en todos los lugares y se les inculcan sus deberes, que por sí mismos no pueden llegar a conocer, ya que sólo se trae a este mundo ignorancia, pecado y muchas inclinaciones al mal."

Para dar la adecuada educación a los pobres, Dèmia estableció una importante red de donaciones, recursos públicos y seminarios de formación de maestros destinados no solo a la instrucción de los niños y niñas pobrees, sino a su promoción social y educación religiosa:

"Las escuelas públicas son como academias de la virtud para los niños pobres, en donde se enseña a someter a la razón las pasiones fogosas, se clarifica el entendimiento con las virtudes que se inculcan, la memoria se llena de buenos recuerdos y la voluntad se enardece con los ejemplos de virtud que se ven practicar."

Intentó, así mismo, convencer a las autoridades de la necesidad que suponía para cualquier municipio invertir en la educación de la juventud, al menos como método preventivo:

"La juventud mal educada cae con frecuencia en el vicio de la indolencia. De ahí viene el que no hagan muchas veces otra cosa que vagar o correr la noche, como se dice, y llevar una vida llena de vicios y peligros. Y es ciertamente verdad, pues se les ve en bandadas por las calles, no haciendo otra cosa que pasando el tiempo en conversaciones licenciosas y volviéndose libertinos, blasfemos, jugadores, pendencieros, entregados a la borrachera, a la impureza, al robo, al jaleo, terminando por ser los más depravados y viciosos del Estado."

Su estilo de formación de maestros cristianos se basa en la propia virtud y ejemplo del educador, que lo será a tiempo completo. Esta idea será después desarrollada por san Juan Bautista de La Salle en la fundación de los Hermanos de las Escuelas Cristianas, religiosos laicos compremetidos por votos simples para el establecimiento de escuelas gratuitas:

"Se ha notado por experiencia que, para llevar bien las escuelas, no se deben buscar maestros que sean sacerdotes o que estén casados. Los primeros son distraídos de la aplicación que exige este empleo por otros oficios, por los otros curas del lugar que los reclaman para ayudarles en sus labores curiales o por sus mismos beneficios eclesiásticos, que los hacen abandonar con frecuencias sus lugares de maestro. Los segundos están también naturalmente reclamados por necesidades de la existencia y por su espíritu de asalariados, que les lleva ordinariamente a obrar en consecuencia. Incluso, como, para que las cosas vayan bien, es necesario cambiar con frecuencia de lugar o destino a los maestros, ya sea por su natural decaimiento o malos hábitos..., se sigue que, para esta función, se preferible contar con personas que viven en el celibato... La excelencia de la vida de maestro de escuela reclama, por su naturaleza, personas desprendidas que se apliquen a su trabajo únicamente... Por eso, este empleo parece pedir el celibato para que florezca al máximo."

Como espina dorsal de su educación, Dèmia ofrece la catequesis católica, unido a una enseñanza práctica de lectura, escritura y cálculo, siguiendo el mismo espíritu de reforma religiosa que impregnaba las fundaciones pedagógicas francesas de la época:

"Para corregir tantos desórdenes como existen y reformar cristianamente las villas y las provincias, no hay otro medio que establecer escuelas para instrucción de los niños pobres. En ellas, con el temor de Dios y las buenas costumbres, se les enseñara a escribir, leer, calcular, por medio de buenos maestros que les enseñarán estas cosas y les prepararán fácilmente para el trabajo en la mayor parte de los oficios y artes."

## Obras
- Avisos sobre la necesidad de las escuelas cristianas para la instrucción religiosa de los pobres sobre las escuelas de caridad de la diócesis de Lyon (1666).
- Reglèments pour les ècoles du la Ville et diocèses du Lyon (1674).
- Tesoro clerical.
- Catecismo para las Escuelas de Lyon.
- Diario (1685).